# Deadwater (Northumberland)
Deadwater – wieś w Anglii, w hrabstwie Northumberland. Leży 72 km na północny zachód od miasta Newcastle upon Tyne i 449 km na północ od Londynu.